# Marsdenia squamulosa
Marsdenia squamulosa är en oleanderväxtart som beskrevs av R. Omlor. Marsdenia squamulosa ingår i släktet Marsdenia och familjen oleanderväxter. Inga underarter finns listade i Catalogue of Life.